# Paral·lel 53° sud
El paral·lel 53° sud és una línia de latitud que es troba a 53 graus sud de la línia equatorial terrestre. Travessa l'oceà Atlàntic, l'Oceà Índic, l'Oceà Pacífic i Amèrica del Sud.
En aquesta latitud el sol és visible durant 16 hores, 56 minuts durant el solstici d'hivern i 7 hores, 34 minuts durant el solstici d'estiu.

## Geografia
En el sistema geodèsic WGS84, al nivell de 53° de latitud sud, un grau de longitud equival a 67,137 km; la longitud total del paral·lel és de 24.169 km, que és aproximadament 61,5% de la de l'equador, del que es troba a 5.875 km i a 4.127 km del pol Sud

## Arreu del món
A partir del Meridià de Greenwich i cap a l'est, el paral·lel 53° sud passa per: 
| Coordenades                              | País. Territori o mar | Notes                                                                      |
| ---------------------------------------- | --------------------- | -------------------------------------------------------------------------- |
| 53° 0′ S, 0° 0′ E / 53.000°S,0.000°E     | Oceà Atlàntic         |                                                                            |
| 53° 0′ S, 20° 0′ E / 53.000°S,20.000°E   | Oceà Índic            | Passa al nord de les illes McDonald, Austràlia                             |
| 53° 0′ S, 73° 15′ E / 53.000°S,73.250°E  | Austràlia             | Illes Heard                                                                |
| 53° 0′ S, 73° 25′ E / 53.000°S,73.417°E  | Oceà Índic            |                                                                            |
| 53° 0′ S, 147° 0′ E / 53.000°S,147.000°E | Oceà Pacífic          |                                                                            |
| 53° 0′ S, 74° 28′ O / 53.000°S,74.467°O  | Xile                  | Illa Desolación                                                            |
| 53° 0′ S, 73° 57′ O / 53.000°S,73.950°O  | Estret de Magallanes  |                                                                            |
| 53° 0′ S, 73° 25′ O / 53.000°S,73.417°O  | Xile                  | Península de Muñoz Gamero i illa de Riesco                                 |
| 53° 0′ S, 71° 52′ O / 53.000°S,71.867°O  | Seno Otway            |                                                                            |
| 53° 0′ S, 71° 15′ O / 53.000°S,71.250°O  | Xile                  | Península de Brunswick                                                     |
| 53° 0′ S, 70° 49′ O / 53.000°S,70.817°O  | Estret de Magallanes  |                                                                            |
| 53° 0′ S, 70° 24′ O / 53.000°S,70.400°O  | Xile                  | Illa Gran de Terra de Foc                                                  |
| 53° 0′ S, 68° 36′ O / 53.000°S,68.600°O  | Argentina             | Illa Gran de Terra de Foc                                                  |
| 53° 0′ S, 68° 15′ O / 53.000°S,68.250°O  | Oceà Atlàntic         | Passa al sud de l'illa Beauchene, Illes Malvines (reclamada per Argentina) |